# William A. Poynter
William Amos Poynter (* 29. Mai 1848 in Eureka, Illinois; † 5. April 1909) war ein US-amerikanischer Politiker und zwischen 1899 und 1901 der elfte Gouverneur des Bundesstaates Nebraska.

## Frühe Jahre und politischer Aufstieg
William Poynter besuchte die örtlichen Schulen seiner Heimat in Illinois. Im Jahr 1867 absolvierte er das Eureka College. Im Jahr 1879 zog er in das Boone County in Nebraska, wo er sich als Rancher und Farmer niederließ. Poynters politische Laufbahn begann mit seiner Wahl in das Repräsentantenhaus von Nebraska im Jahr 1884. Im Jahr 1890 wurde er in den Staatssenat gewählt. Außerdem saß er im Landwirtschaftsrats von Nebraska.
Poynter war Mitglied der Populist Party, die in den 1880er und -90er Jahren in Nebraska eine starke politische Kraft darstellte und bereits im Jahr 1894 mit Silas A. Holcomb einen Gouverneur stellte, der allerdings von der Demokratischen Partei mitgetragen wurde. Im Jahr 1898 wurde Poynter als gemeinsamer Kandidat der Populisten und Demokraten zum neuen Gouverneur von Nebraska gewählt, wobei er sich mit 50:49 Prozent der Stimmen gegen den Republikaner Monroe Leland Hayward durchsetzte.

## Gouverneur von Nebraska
Poynters zweijährige Amtszeit begann am 5. Januar 1899 und endete am 3. Januar 1901. Im Großen und Ganzen verlief seine Amtszeit ohne besondere Vorkommnisse. Lediglich die Kontrolle der Eisenbahnen wurde verbessert und die Stadt Lincoln wurde als Schauplatz der staatlichen Ausstellung bestimmt. Im Jahr 1900 bewarb sich Poynter erfolglos um seine Wiederwahl: Er unterlag dem Republikaner Charles Henry Dietrich mit einem Rückstand von weniger als 900 Stimmen. Nach dem Ende seiner Amtszeit widmete sich Poynter seinen privaten geschäftlichen Interessen. Er starb im April 1909. William Poynter war mit Maria Josephine McCorke verheiratet, mit der er zwei Kinder hatte.